# Ruta 728 (Costa Rica)
La Ruta 728, oficialmente Ruta Nacional Terciaria 728, es una ruta nacional de Costa Rica ubicada en la provincia de Alajuela.

## Descripción
En la provincia de Alajuela, la ruta atraviesa el cantón de Upala (los distritos de Upala, Delicias).